# Liste der Monuments historiques in Sainte-Marie-du-Lac-Nuisement
Die Liste der Monuments historiques in Sainte-Marie-du-Lac-Nuisement führt die Monuments historiques in der französischen Gemeinde Sainte-Marie-du-Lac-Nuisement auf.

## Liste der Objekte
| Bezeichnung               | Beschreibung                                                                   | Standort                                     | Kennzeichnung | Schutzstatus | Datum | Bild |
| ------------------------- | ------------------------------------------------------------------------------ | -------------------------------------------- | ------------- | ------------ | ----- | ---- |
| Kruzifix                  | Holz, 16. Jahrhundert                                                          | in der Kirche Assomption-de-la-Vierge (Lage) | PM51003199    | Inscrit      | 1982  |      |
| Opferstock                | Holz, Anfang des 19. Jahrhunderts                                              | in der Kirche Assomption-de-la-Vierge (Lage) | PM51003194    | Inscrit      | 1982  |      |
| Kantorenbank              | Holz, bemalt, Anfang des 19. Jahrhunderts                                      | in der Kirche Assomption-de-la-Vierge (Lage) | PM51003195    | Inscrit      | 1982  |      |
| Gemälde Brustbild Christi | Ölfarbe auf Leinwand, 17. oder 18. Jahrhundert                                 | in der Kirche Assomption-de-la-Vierge (Lage) | PM51003197    | Inscrit      | 1982  |      |
| Hauptaltar                | Altartisch und Tabernakel; Holz, farbig gefasst und vergoldet, 18. Jahrhundert | in der Kirche Assomption-de-la-Vierge (Lage) | PM51003198    | Inscrit      | 1982  |      |
| Pietà                     | Holz, farbig gefasst, 16. Jahrhundert                                          | in der Kirche Assomption-de-la-Vierge (Lage) | PM51000989    | Classé       | 1966  |      |
| Kirchenbänke              | Holz, Anfang des 19. Jahrhunderts                                              | in der Kirche Assomption-de-la-Vierge (Lage) | PM51003196    | Inscrit      | 1982  |      |
| Weihwasserbecken          | Gusseisen, 18. Jahrhundert                                                     | in der Kirche St-Jean-Baptiste (Lage)        | PM51000593    | Classé       | 1964  |      |
| Zelebrantenstuhl          | Holz, 19. Jahrhundert                                                          | in der Kirche St-Jean-Baptiste (Lage)        | PM51000592    | Classé       | 1964  |      |